# 코리아국

코리아국의 기

코리아국(Korea State) 또는 코리야국(Koriya State)은 영국령 인도 제국에 있던 작은 번왕국이었다. 1941년 기준 면적은 4,224km2, 인구는 126,874명이었다.

## 역사
17세기 차하마나 왕조 출신의 라지푸트 계급 가문에 의해 세워졌으며 1790년에 마라타 제국의 조공국이 되었다. 1819년 대영제국의 보호국이 되었다가 1947년 인도 독립 이후 1948년 1월 1일 다른 대부분의 번왕국들처럼 인도 자치령에 자발적으로 가입하며 사라졌다.
인도 편입 당시 코리아국의 영토는 중앙주 및 베라르(Central Provinces and Berar)주의 수르구자구(Surguja district)의 일부가 되었는데 이 주는 1950년 마디아프라데시주로 개칭되었다. 1998년 코리아국과 창바카르국(Changbhakar)의 구 영토가 코리아구(Koriya district)로 분리되었으며, 2000년 11월에는 신설된 차티스가르주 산하로 편입되었다.

## 같이 보기
- 인도 번왕국
- 차티스가르주